# ПАЗ Citymax 9
ПАЗ Citymax 9 — семейство российских полунизкопольных автобусов среднего класса (модели ПАЗ-422320-04 «Citymax 9» на дизельном топливе и ПАЗ-422320-14 «Citymax 9» на КПГ), впервые представлено в сентябре 2021 года и выпускается объединением «Павловский автобус» с 2022 года. 
Принципиальным отличием от других моделей являются полностью низкий пол, который в Вектор NEXT используется только на задней площадке, а также АКПП, взятая от модели ЛиАЗ-4292. В кабине водителя присутствуют ЖК-дисплеи с камерами видеонаблюдения (как в автобусах Луидор-2250DS). Стрелки спидометра и тахометра двигаются в обратном направлении. В целях безопасности автобус оснащён контролем «слепых зон», системой предупреждения водителя о препятствиях перед автобусом, системой оповещения о выезде на полосу движения, адаптивным освещением, автоматическим включением стеклоочистителей, подсветкой поворотников, системой распознавания дорожных знаков, системой проверки водительского состояния и так далее.
Источником информации является карпьютер, контролирующий работу транспортного средства. Для «упрощённого» входа и выхода автобус оснащён двумя автоматическими двустворчатыми дверьми. В целях лучшей видимости может быть установлена подсветка. На дверях может присутствовать подсветка, меняющая цвет в зависимости от открытия или закрытия. Возле первой двери присутствует место для инвалидов. Салон может быть оборудован USB-розетками и беспроводной локальной интернет-сетью Wi-Fi. Для «наклона» автобуса в сторону дверей присутствует система «книлинг».
В сентябре 2023 года в Москве представлена версия на КПГ, с двигателем ЯМЗ-535 (изначально для версии на КПГ планировался мотор ЯМЗ-534). Ожидается, что автобус будет комплектоваться собственной автоматической коробкой передач, как у дизельной версии.
В 2024 году начались производство и тестовая эксплуатация новой модификации автобуса, ПАЗ-422320-14 «Citymax 9» на КПГ. Также в 2024 году были опубликованы цены на автобусы: дизельный ПАЗ-422320-04 «Citymax 9» стоит от 12,5 миллиона рублей, газовый ПАЗ-422320-14 «Citymax 9» — в среднем от 15 миллионов рублей.
С 2022 года выпускалась версия, соответствующая третьему экологическому классу. Позднее началось производство модификаций на Евро-5.

## Интересные факты
- Ранее под индексом ПАЗ-4223 производился автобус на шасси Volvo B7R с дизельным двигателем внутреннего сгорания Cummins (серийно выпускался под индексом ПАЗ-4228 в 1997—1999 годах, но с двигателем Volvo D7B230) и шестиступенчатой трансмиссией TS6-120[18][19][20][21][22].